# 伊勢崎市立第四中学校
伊勢崎市立第四中学校（いせさきしりつ だいよんちゅうがっこう）は、群馬県伊勢崎市下道寺町にある公立中学校。
1984年（昭和59年）に、市内6番目の中学校として伊勢崎市立第二中学校から豊受小学校・坂東小学校区の生徒が分離し、開校した。

## 所在地
- 群馬県伊勢崎市下道寺町26

## 教育目標
「自ら学び　心は広く　たくましく」

## 沿革
- 1984年（昭和59年） - 第二中学校旧校舎(伊勢崎市山王町、現東京福祉大学キャンパス)にて開校、新校舎落成
- 1985年（昭和60年） - 体育館完成
- 1988年（昭和63年） - プール完成
- 1990年（平成2年） - 武道館（悠心館）完成

## 学区
大正寺町、富塚町、下道寺町、馬見塚町、長沼町、上蓮町、下蓮町、国領町、飯島町、羽黒町、福島町、八斗島町、除ケ町、天神町、三ツ橋町、中町、本町、渕町、清水町、長沼本郷町